# Is Everybody Going Crazy?
Is Everybody Going Crazy? is een nummer van de Britse rockband Nothing but Thieves uit 2020. Het is de eerste single van hun derde studioalbum Moral Panic.
Het nummer was de eerste single van Nothing but Thieves sinds 2018. Het beleefde zijn radiopremière op 18 maart 2020 op BBC Radio 1. In "Is Everybody Going Crazy?" gaan de mannen van Nothing but Thieves iets meer de synthrockkant op dan ze eerder deden. De tekst van het nummer gaat over het gevoel van vervreemding in een veranderende maatschappij en het verlangen soms even uit chaos te kunnen ontsnappen. Dat het nummer uitkwam terwijl de wereld zich middenin de coronapandemie bevond, was niet per se gepland, maar volgens de band past het nummer wel goed bij de coronacrisis. "Het is vreemd hoe nummers die je schrijft alleen maar relevanter worden naarmate er tijd verstrijkt", aldus de band. 
In het Verenigd Koninkrijk bereikte het nummer de 95e positie in de downloadlijst. In Nederland bereikte het nummer de 16e positie in de Tipparade, en in Vlaanderen kwam het een plekje hoger in de Tipparade.